# Sukoreno (Kalisat)
Sukoreno is een bestuurslaag in het regentschap Jember van de provincie Oost-Java, Indonesië. Sukoreno telt 4182 inwoners (volkstelling 2010).